# Pirusti
I Pirusti, menzionati già da Tito Livio in riferimento a eventi del 167 a.C., erano un popolo illirico della Dalmazia, forse ubicati alle bocche di Cattaro e nel Montenegro.
Nel V libro del De bello Gallico, Cesare fa questo racconto: 
(De bello Gallico, V,3,1)
I Pirusti ricompaiono poi nel corso della guerra illirica del 6-9 d.C. come acerrimi nemici di Roma Esperti nel lavoro nelle miniere, nel II secolo furono mandati dall'imperatore Traiano in Dacia ad occuparsi di alcune miniere d'oro.